# Grande Réduction
La Grande Réduction est une réforme mise en œuvre en Suède en 1680 au cours de laquelle la Monarchie suédoise récupère des terres accordées préalablement à la noblesse et où l'ancienne noblesse terrienne perd la base de son pouvoir. En Suède, les réductions (reduktion) désignent, de manière plus générale, le retour à la Couronne de fiefs qui avaient été accordés à la noblesse. Plusieurs réductions ont eu lieu, celle de 1680 étant la dernière.

## Contexte
D'une manière générale, les réductions ont été soutenues en Suède par la petite noblesse, les commerçants, les fonctionnaires et la paysannerie, en partie pour limiter le pouvoir des grandes familles aristocratiques et en partie pour rendre l'État solvable et capable de payer ses dettes. Une de ces réductions, qui a lieu sous Charles X Gustave en 1655, vise à restituer un quart des donations faites après 1632. Toutefois, le déclenchement de la Première guerre du Nord empêche sa réalisation. Ce n'est qu'après l'entrée en maturité de Charles XI en 1672 qu'elle commence à être mise en œuvre de manière effective. Il devient toutefois rapidement évident qu'elle ne suffit pas à rétablir l'équilibre des finances publiques.

## Résultats

### Monarchie suédoise
Sur le plan financier, la Grande Réduction qui a lieu pendant le règne de Charles XI entraîne une augmentation significative des actifs de la couronne suédoise. Dans une large mesure, elle contribue au développement d'une organisation solide et minutieuse des finances et du gouvernement du royaume. La réduction améliore également la situation du patrimoine des paysans propriétaires de terres, car de nombreux fiefs récupérés sont vendus à des paysans sous le règne de Charles XII.

### Noblesse
La Grande Réduction a un effet énorme sur l'économie et le statut de la noblesse en Suède. Comme les fiefs réduits pouvaient avoir changé de propriétaires au cours de plusieurs générations, la réduction n'a pas seulement entraîné la perte des fiefs, mais aussi l'annulation des héritages du passé, des achats, des échanges, etc. Cela provoque une insécurité générale en matière de propriété et de solvabilité parmi les familles nobles. Sur le plan politique, cette réduction entraîne un changement complet du statut de l'aristocratie. L'ancienne noblesse terrienne, qui, par sa propriété foncière, avait affirmé une certaine indépendance même à l'égard du pouvoir royal, perd sa base de pouvoir et est remplacée par une noblesse plutôt dépendante servant l'État dans une capacité bureaucratique. Les différences entre les États persistent cependant, tout comme les privilèges ; parmi ceux-ci, les terres appartenant encore à la noblesse sont imposées à des taux inférieurs aux terres appartenant à la paysannerie.

### Dominions suédoises
Les réductions ont des conséquences importantes dans les dominions suédoises. Elles touchent à la fois les Suédois qui ont reçu des fiefs et qui sont représentés au Riksdag des États et les propriétaires fonciers autochtones dans les dominions. La Couronne suédoise réclame en effet des fiefs dans les provinces baltes qui ont été donnés avant la suzeraineté suédoise. Certains nobles locaux prétendent que la Couronne suédoise ignore ainsi les lois locales.
En Livonie, un ancien État féodal dans lequel toutes les terres sont aux mains de la noblesse depuis l'établissement de l'Ordre Teutonique, ces demandes ont de profondes conséquences. Les serfs des fiefs réduits sont désormais transférés à la couronne suédoise, ce qui provoque le mécontentement des membres de la noblesse germano-balte et conduit, en particulier, le noble livonien Johann Reinhold von Paktul (1660-1707) à conspirer avec Pierre Ier le Grand (1672-1725) de Russie et Auguste II de Saxe (1670-1733) pour déclencher la Grande Guerre du Nord contre la Suède.